# Hibernians Football Club 2016-2017
Questa voce raccoglie le informazioni riguardanti il Hibernians Football Club nelle competizioni ufficiali della stagione 2016-2017.

## Rosa
| N. |                               | Ruolo | Calciatore       |
| -- | ----------------------------- | ----- | ---------------- |
| 1  | Malta (bandiera)              | P     | Andrew Hogg      |
| 2  | Malta (bandiera)              | C     | Timothy Desira   |
| 4  | Malta (bandiera)              | D     | Dunstan Vella    |
| 5  | Guinea Equatoriale (bandiera) | D     | Rui              |
| 6  | Malta (bandiera)              | D     | Jonathan Pearson |
| 7  | Brasile (bandiera)            | C     | Jackson Lima     |
| 8  | Brasile (bandiera)            | C     | Rodolfo Soares   |
| 9  | Brasile (bandiera)            | A     | Marcelo Dias     |
| 10 | Malta (bandiera)              | A     | Andrew Cohen     |
| 11 | Malta (bandiera)              | C     | Bjorn Kristensen |
| 13 | Malta (bandiera)              | C     | Clayton Failla   |

| N. |                               | Ruolo | Calciatore        |
| -- | ----------------------------- | ----- | ----------------- |
| 14 | Argentina (bandiera)          | A     | Juan Varea        |
| 17 | Brasile (bandiera)            | A     | Renan             |
| 18 | Guinea Equatoriale (bandiera) | D     | Diosdado Mbele    |
| 19 | Malta (bandiera)              | C     | Johan Bezzina     |
| 20 | Malta (bandiera)              | D     | Andrei Agius      |
| 22 | Malta (bandiera)              | A     | Joseph Mbong      |
| 23 | Brasile (bandiera)            | A     | Jorginho          |
| 24 | Malta (bandiera)              | P     | Rudy Briffa       |
| 31 | Malta (bandiera)              | A     | Jurgen Degabriele |
| 33 | Malta (bandiera)              | D     | Neil Chetcuti     |